# Robert Schwartzman
Robert Coppola Schwartzman (Los Ángeles, California; 24 de diciembre de 1982) es un cineasta, director, guionista, actor y músico estadounidense. Es vocalista de la banda de rock Rooney. Schwartzman es conocido por dirigir Dreamland, The Unicorn y The Argument, actuando en los proyectos de su prima Sofia Coppola, Lick the Star (1998) y Las vírgenes suicidas (1999), además de protagonizar The Princess Diaries (2001).

## Vida personal
Schwartzman nació en Los Ángeles (California), es hijo de la actriz Talia Shire (Talia Coppola) y el productor Jack Schwartzman. Muchos otros miembros de la familia de Schwartzman están dentro del mundo del cine: él es sobrino de Francis Ford Coppola, primo de Nicolas Cage, Sofia Coppola, Roman Coppola y Christopher Coppola, y nieto de Italia Coppola (Italia Pennino) y Carmine Coppola (origen de su nombre artístico). Su hermano es Jason Schwartzman, vocalista de la banda Coconut Records (también es actor y exbaterista de la banda Phantom Planet) y su hermanastro es Matthew Orlando Shire. Schwartzman es descendiente de italianos por parte de su madre y judío por parte de su padre.

## Carrera
Schwartzman asistió a Windward School en Los Ángeles (California). Schwartzman formó su banda en su tercer año de escuela en 1999. Dejó la banda temporalmente cuando asistió a Eugene Lang College en Nueva York en 2001.  Schwartzman escribió las canciones en su propio dormitorio y voló a casa todos los meses para crear el nuevo material para Rooney en su primer semestre en la universidad. La mayoría de las canciones del primer álbum de Rooney las escribió mientras estaba en la universidad. Fue durante este tiempo que se dio cuenta de que quería volver a Los Ángeles y seguir una carrera profesional en la música con Rooney. A principios de 2002, luego de dejar la escuela, él firmó con Geffen/Interscope records. Rooney grabó su primer álbum en junio de 2002.  También ellos fueron seleccionados por el amigo de Schwartzman, Johnny Ramone, para el álbum tributo a the Ramones titulado We're A Happy Family, el cual fue lanzado a principios de 2003.  Rooney teloneó a Weezer en el verano de 2002, ésta fue su primera gira de manera nacional.  La próxima gira que la banda junto a The Strokes.  El álbum de Rooney finalmente fue lanzado en mayo de 2003 y desde entonces ha vendido aproximadamente 500,000 copias. La banda tuvo un cameo en el episodio «The Third Wheel» de The O.C.. Su canción «Blueside» formó parte de la banda sonora de Tiger Woods PGA Tour de 2004 y su canción «I'm Shakin'» se utilizó en un episodio de la novela All My Children.
El 16 de noviembre de 2004, la banda publicó su primer DVD, Spit & Sweat.  El documental de una hora incluye entrevistas con la banda y las demostraciones de amor de Los Ángeles.  El DVD también incluyó los videos de «Blueside», «I'm Shakin'» y «If It Were Up to Me». Luego de su gira veraniega en 2006, la banda tuvo unas sesiones para crear su segundo álbum. Tres canciones de la sesión anterior («Don't Come Around Again», «Paralyzed» y «Tell Me Soon») fueron mantenidas en su álbum nuevo, Calling the World. El 6 de marzo de 2007, el sencillo «When Did Your Heart Go Missing?» se lanzó en su página oficial de MySpace. El sencillo también fue usado en los comerciales de la serie de televisión, Beauty and the Geek. El álbum fue lanzado en las tiendas el 17 de julio de 2007, y debutó en el n.º 42 de la lista Top 100 Albums de Billboard.
Robert Schwartzman lanzó su primer álbum en solitario, «Double Capricorn», el 25 de octubre de 2011. Todas las ganancias de la venta del álbum se donarán al Tibetan Healing Fund, para ayudar a construir un nuevo centro de maternidad. Hizo música para la película Palo Alto del 2013 con Dev Hynes de Blood Orange.
En 2016, Schwarzmann escribió y dirigió Dreamland, protagonizada por Johnny Simmons y Amy Landecker. Tuvo su estreno mundial en el Festival de Cine de Tribeca el 14 de abril de 2016. Fue lanzado en una versión limitada y a través de video on demand el 11 de noviembre de 2016. En 2018, Schwartzman dirigió The Unicorn, protagonizada por Lauren Lapkus y Nick Rutherford. Tuvo su estreno mundial en South by Southwest el 10 de marzo de 2018.
En 2018, Robert cofundó Utopia Media, una empresa que respalda todo el ciclo de vida del proceso de realización y distribución de películas, desde la producción y las adquisiciones hasta el marketing y las ventas. Utopia se creó como una empresa de cineastas que ofrece una amplia gama de servicios a través de un equipo en crecimiento y una amplia lista de asociaciones.
En 2020, Utopia Media anunció el lanzamiento de Altavod, una plataforma creada por cineastas para que los cineastas distribuyan sus películas como quieran, donde quieran, cuando quieran. Altavod proporciona la tecnología y las herramientas para que cualquier cineasta lance rápidamente una página de marketing donde pueda construir su marca, convertir clientes, transmitir su contenido y ganar dinero. Altavod pone el poder de la distribución digital en manos de los cineastas y apoya el alcance a audiencias globales.
Altavod se lanzó originalmente en asociación con el documental Jump Shot de Unanimous Media, un documental que descubre la inspiradora historia real de la olvidada leyenda del baloncesto que desarrolló, fue pionera y popularizó lo que ahora conocemos como el tiro en suspensión moderno. La película, producida por Stephen Curry, Jim Hamilton, Dave Beathard, Melissa Neugebauer, Ryan Munson y Brenda Robinson y distribuida por Aspiration Media.
En 2020, Utopia Media también lanzó una restauración en 4K del clásico de culto Rad de la década de 1980 del aclamado director Hal Needham y el productor ejecutivo Jack Schwartzman, el difunto padre de Robert. La película hizo su debut en Blu-ray y 4K Ultra HD en mayo de 2020, de Vinegar Syndrome y Utopia Distribution. La película cuenta con un elenco de reparto galardonado, que incluye a la madre de Robert, la dos veces nominada al Oscar Talia Shire, el nominado al Globo de Oro Jack Weston, Lori Loughlin y el actor Ray Walston.
F

## Filmografía
| Año  | Título                | Rol                      | Notas                       |
| ---- | --------------------- | ------------------------ | --------------------------- |
| 1998 | Lick the Star         | Greg                     |                             |
| 1999 | Las vírgenes suicidas | Paul Baldino             |                             |
| 2001 | The Princess Diaries  | Michael Moscovitz        |                             |
| 2004 | The O.C.              | Él mismo                 | Episodio: «The Third Wheel» |
| 2007 | Look                  | Niño de la gasolinera #1 |                             |
| 2010 | Somewhere             |                          | No acreditado               |
| 2011 | New Romance           | Robert Schwartzman       | Cortometraje                |
| 2012 | Casino Moon           | Seymour                  | Cortometraje                |
| 2012 | Modern/Love           | Oscar                    | Cortometraje                |
| 2017 | It Happened in L.A.   | Ben                      |                             |
| 2019 | Lost Transmissions    | Darron                   |                             |

## Director
- Dreamland (2016)
- The Unicorn (2018)
- The Argument (2020)

### Compositor
- Rooney - Rooney (lanzada el 20 de mayo de 2003)
- Rooney - Calling the World (lanzada el 17 de julio de 2007)
- Ben Lee - Ripe coescritor (canción: «Sex Without Love», 2007)
- Demi Lovato - Don't Forget coescritor (canción: «Party», 2008)
- Rooney - Iron Man: Armored Adventures Tema musical (lanzada el 29 de marzo de 2009)[15]
- Rooney - Wild One EP (lanzada el 27 de noviembre de 2009 solo a través de la distribución de bandas privadas, pero luego se lanzó en Amazon.com el 3 de febrero de 2010 y pronto estuvo disponible en otros medios de comunicación solo en línea; iTunes, Zune)[16]
- Rooney - Eureka, excluyendo la pista 4 (lanzada el 8 de junio de 2010)
- SoloBob - Fantastic 15[17] (lanzada vía Amazon.com el 27 de julio de 2010)
- Robert Schwartzman[18] - Double Capricorn (lanzada el 25 de octubre de 2011)[19][20]
- We the Kings - Sunshine State of Mind coescritor (canción: "Friday is Forever", 2011)
- StarSystem - Pleasure District EP (lanzada el 8 de octubre de 2013)
- Rooney - Washed Away (lanzada el 6 de mayo de 2016)